# Колькергайде
Колькергайде (нім. Kolkerheide) — громада в Німеччині, розташована в землі Шлезвіг-Гольштейн. Входить до складу району Північна Фризія. Складова частина об'єднання громад Міттлерес-Нордфрісланд.
Площа — 2,1 км2. Населення становить 72 ос. (станом на 31 грудня 2020).